# ステファノ

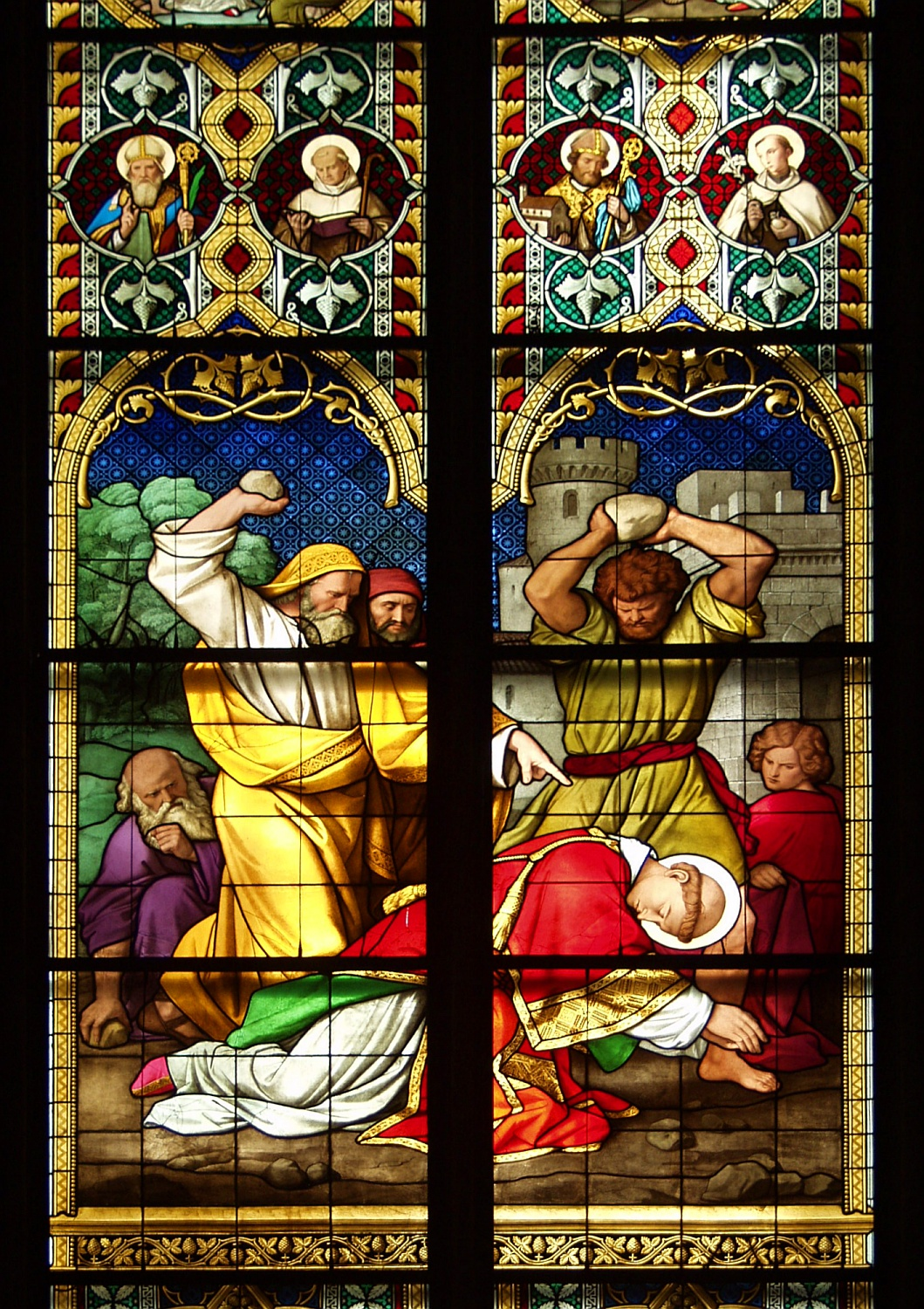
ケルン大聖堂のステンドグラス「聖ステファノの殉教」

ステファノは、新約聖書の『使徒行伝』に登場するユダヤ人キリスト教徒（35年または36年頃没）。キリスト教における最初の殉教者、すなわち信仰のために自らの命を犠牲にする者であったとされている。ラテン語ではステファヌス、ギリシャ語ではステファノスないしはステパノス(古代ギリシア語:  Στέφανος・Stéphanos)とも表記する。日本ハリストス正教会（正教会）では初致命者首輔祭聖ステファンと呼ばれている。
記憶日（記念日）は8月3日および12月26日。8月3日は、彼の遺体がホノリウス帝の治下で発見された日であるとされる。

## 事績
その名前が明らかにギリシャ風であることからも分かるように、ステファノはギリシャ語を話すユダヤ人（ヘレニスト、ユダヤ系ギリシア人）であり、初代教会において彼はヘレニストの代表であった。初代教会においてヘブライ語＝ユダヤ語を話すユダヤ人（ヘブライスト）とヘレニストの間に摩擦が生じたため、問題解決のために使徒たちによって選ばれた7人（他にプロコロ、ニカノル、ティモン、パルメナ、ニコラオ、フィリポ）の一人である。なお、この7人の選定を、キリスト教では伝統的に聖職位階の一つである助祭（輔祭）職の選定とみなしている。
ステファノは天使のような顔を持ち、「不思議な業としるし」によって人々をひきつけたため、これをよく思わない人々によって訴えられ、最高法院に引き立てられた。そこでもステファノはユダヤ人の歴史を引き合いにしながら「神殿偏重に陥っている」とユダヤ教を批判したため、ファリサイ派によって石打ちの刑に処せられた。この場にサウロ（後のパウロ）が立ち会っていたという。ジャン・ダニエルーはこの殉教の裏側にキリスト教内部のヘレニストとヘブライストの立場の違いを見ている。

## ステファノの崇敬
ステファノの墓が公式に定められたのは415年である。これはエルサレムの北部、郊外にあって、多くの巡礼を集めた。
西方キリスト教では12月26日が特に「ステファノの日」と呼ばれる。アイルランド、イタリア、オーストリア、クロアチア、フィンランド、ドイツ、スイスで公休日である。またルーマニアでは12月27日がステファンの日として公休日となる。フランスではアルザス地域圏とモゼル県でのみ、「サンテチエンヌ」として公休日となる。スペインでは、カタロニア州限定ではあるが、ステファンの日「サン・エステーベ」は銀行休日である。

## 異名
ステファノは最初の殉教者として崇敬され、キリスト教国では広く洗礼名として用いられる。
- ステファノス（ギリシャ語）
- ステファノ (イタリア語)
- スティーヴン（英語）
- エチエンヌ（フランス語）
- シュテファン（ドイツ語・セルビア語）
- エステーベ、エステバン（スペイン語）
- ステファン、ステパン（ロシア語等スラヴ語圏）
- イシュトヴァーン（ハンガリー語）